# Maria Lúcia Amaral
Maria Lúcia da Conceição Abrantes Amaral (ur. 10 czerwca 1957 w Angoli) – portugalska prawniczka i nauczycielka akademicka, profesor, w latach 2012–2016 wiceprezes Trybunału Konstytucyjnego, w latach 2017–2025 rzecznik praw obywatelskich, od 2025 minister administracji i spraw wewnętrznych.

## Życiorys
W 1980 ukończyła studia prawnicze na Uniwersytecie Lizbońskim. Na tej samej uczelni w 1987 została absolwentką studiów podyplomowych z zakresu nauk prawnych i politycznych, a w 1998 uzyskała doktorat. Była stypendystką Fundação Calouste Gulbenkian. Zajęła się działalnością akademicką, prowadząc wykłady m.in. z prawa konstytucyjnego, porównawczego prawa publicznego oraz historii idei politycznych. Uzyskała pełną profesurę na Universidade Nova de Lisboa.
Od 2007 do 2016 była sędzią Trybunału Konstytucyjnego, od 2012 pełniła funkcję wiceprezesa tej instytucji. Od listopada 2017 sprawowała urząd rzecznika praw obywatelskich (provedor de justiça). W czerwcu 2025 objęła stanowisko ministra administracji i spraw wewnętrznych w gabinecie Luísa Montenegra.